# Altruismo biológico

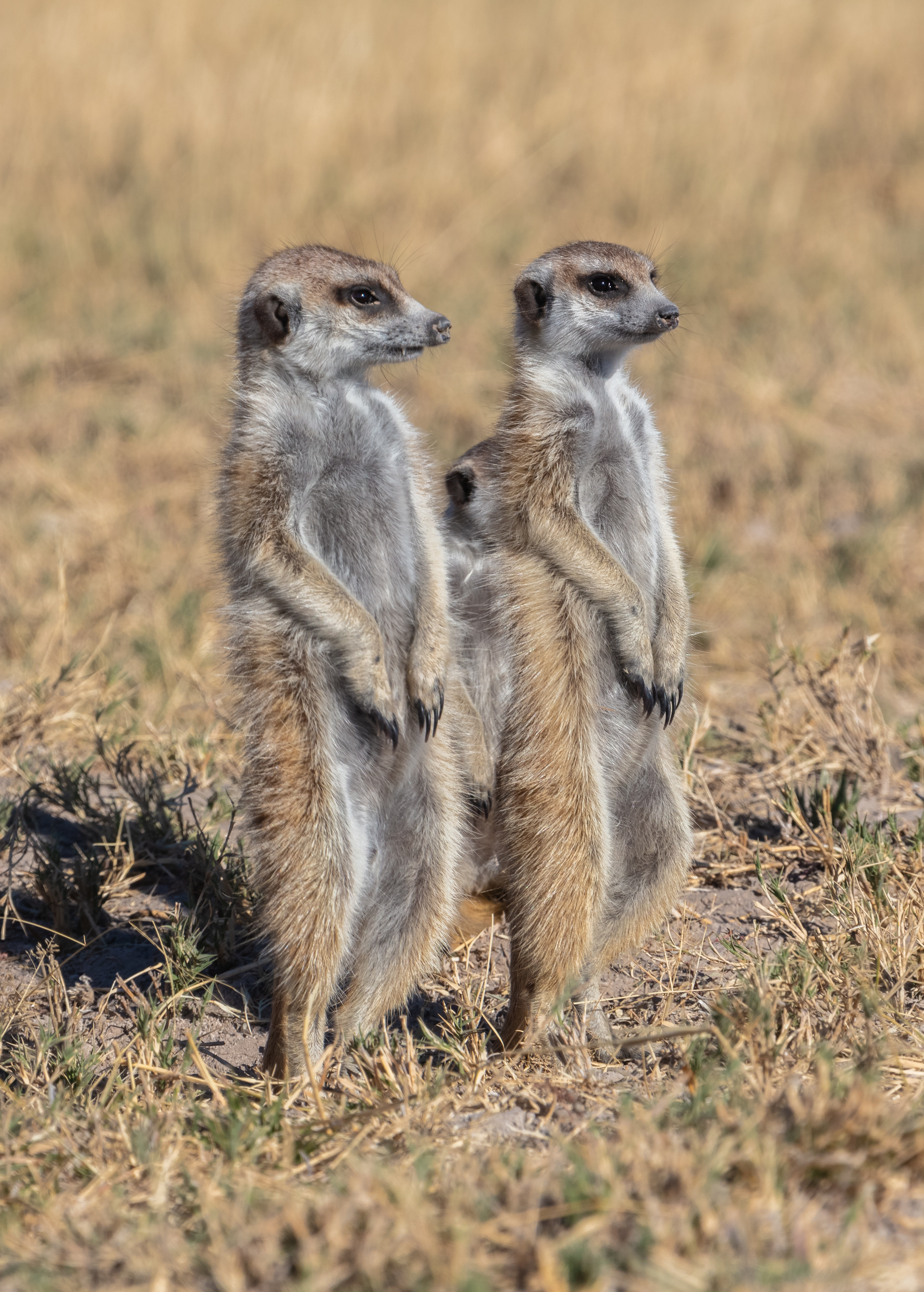
Los miembros de un grupo de Suricata suricatta se turnan haciendo guardia para alertar a los otros cuando hay depredadores

En biología, el término altruismo se refiere al comportamiento de un individuo que mejora la aptitud o eficacia biológica de otro individuo mientras reduce la del actor. En este sentido es diferente del concepto filosófico de altruismo, en que una acción puede ser llamada altruística si existe una intención consciente de ayudar a otro. En etología, no existe este requisito. No está evaluado en términos morales; lo que importa es el efecto de una acción sobre la aptitud biológica, no las intenciones, si tales existieran.
El término altruismo fue acuñado por el filósofo francés Auguste Comte en francés como altruisme, como un antónimo de egoísmo. Derivado de la palabra italiana altrui, que a su vez viene del latín alteri, que quiere decir otros u otras personas.
Los comportamientos altruísticos más comunes en biología, se ven en la selección de parentesco, como en el cuidado de la cría y también se suelen ver en animales que forman grupos sociales, como en los insectos sociales. Le permiten a un individuo incrementar el éxito de sus genes al ayudar a parientes cercanos que comparten tales genes.
Altruismo obligado
Es una pérdida permanente de aptitud directa (con una ganancia potencial de aptitud indirecta). Por ejemplos las abejas melíferas pierden la vida cuando usan su aguijón en defensa de la colmena.
Altruismo facultativo
Es una pérdida temporaria de aptitud directa (con una ganancia de aptitud indirecta seguida de una posible ganancia personal reproductiva) por ejemplo en las urracas de los matorrales de Florida que ayudan a cuidar el nido y pueden heredar el territorio de los padres.

## Generalidades
En etología y, en general, en estudios de evolución social a veces los animales se comportan en formas que benefician la aptitud de otros miembros de su población mientras se perjudican a sí mismos; esta es la definición funcional de altruismo. Además de los esfuerzos corrientes realizados por las madres (y en algunos casos los padres) en el cuidado de la cría, hay ejemplos de sacrificios extremos. Por ejemplo, se da el caso de matrifagia (devorar la madre) en la araña Stegodyphus; otro ejemplo es de los machos de algunas especies de arañas y mantises que permiten ser devorados por la hembra durante el apareamiento. La regla de Hamilton describe el beneficio de tal altruismo en términos del coeficiente de parentesco formulado por Sewall Wright. Si el beneficio al receptor menos el costo para el dador es mayor que cero, esto provee una ganancia indirecta de aptitud para el dador.
Cuando el altruismo tiene lugar entre miembros no emparentados, es posible que se trate de un altruismo recíproco. Por ejemplo un mono que acicala a otro, espera a su vez que se inviertan los papeles. Esta reciprocidad es beneficiosa en términos evolutivos, siempre que el costo de ayudar a otros sea menor que el beneficio recibido en retorno y siempre que no haya explotación, es decir casos de no devolver el favor. Este tema está más desarrollado en la teoría evolutiva de juegos, en especial en el llamado dilema del prisionero en teoría social.

## Ejemplos en vertebrados

### Mamíferos
- Los lobos y perros salvajes traen comida a otros miembros de la jauría después de una cacería. Si bien, en tiempos de escasez, la pareja reproductora de lobos acapara el alimento, lo que les permite continuar produciendo progenie.[11]

- Los miembros de un grupo de Suricata suricatta se turnan haciendo guardia para alertar a los otros cuando hay depredadores.[12]
- Los mapaches (Procyon lotor) informan a los coespecíficos de la presencia de alimentos por medio de los residuos que dejan en letrinas comunes. Los cuervos tienen un sistema de información similar.[13]
- Los babuinos (Papio) machos amenazan a atacantes y escoltan a la tropa cuando esta se aleja de enemigos.[14]
- Los delfines han sido observados ayudando a compañeros heridos o enfermos, sosteniéndolos a flote por horas o empujándolos hacia la superficie para que puedan respirar.[15]

### Aves
- En muchas especies de aves, la pareja reproductora recibe ayuda de otras aves asistentes, incluyendo la alimentaciónde la cría.[16] Generalmente se trata de camadas anteriores de la misma pareja, pero, en algunos casos, hay ayudantes no emparentados.[17]

### Peces
- Harpagifer bispinis, una especie de pez que vive en las condiciones extremas de la península antártica; si se quita al padre guardián del nido con huevos, generalmente otro macho lo reemplaza cuidando los huevos contra depredadores e infecciones de hongos. Este macho no se beneficia y sus acciones son consideradas altruísticas.[18]

## Ejemplos en invertebrados
- Algunas termitas como Globitermes y hormigas como Camponotus saundersi emiten una secreción pegajosa por medio del desgarro de una glándula especializada, lo cual les causa la muerte. Esta autólisis altruística defiende a la colonia a expensas del individuo.[19] Las abejas obreras pierden la vida cuando clavan el aguijón en defensa de la colmena porque esto desgarra sus órganos internos. Estos ejemplos se puede atribuir a que las hormigas, termitas y abejas comparten sus genes con toda la colonia, así su comportamiento tiene un valor genético beneficioso, si bien indirecto.[20][21]

## Ejemplos en protistas
Se da un ejemplo de altruismo en mohos del fango, como Dictyostelea. Estos protistas viven como amebas individuales hasta que les falta alimento, entonces se congregan en cuerpos fructíferos multicelulares en los que algunas células se sacrifican para promover la supervivencia de otras.